# Мубама, Дивин
Дивин Саку Мубама (англ. Divin Saku Mubama; родился 25 октября 2004) — английский футболист, нападающий клуба «Манчестер Сити».

## Клубная карьера
Уроженец боро Ньюэм (восточный Лондон), Мубама начал тренироваться в футбольной академии «Вест Хэм Юнайтед» в возрасте восьми лет. В октябре 2021 года подписал свой первый профессиональный контракт с клубом. 3 ноября 2022 года дебютировал за молотобойцев в матче Лиги конференций УЕФА против румынского клуба «Стяуа». 26 декабря 2022 года дебютировал в Премьер-лиге, выйдя на замену в матче против «Арсенала».

## Карьера в сборной
Выступал за сборные Англии до 15, до 16, до 18, до 19 и до 20 лет.

## Достижения
«Вест Хэм Юнайтед»
- Победитель Лиги конференций УЕФА: 2022/23